# Linzor
Le Linzor est un stratovolcan andin qui culmine à 5 610 m d'altitude situé sur la frontière entre le Chili et la Bolivie.